# Jesus College (Cambridge)
Pour les articles homonymes, voir Jesus College.
Jesus College est un des 31 collèges de l'université de Cambridge au Royaume-Uni. Fondé en 1496, ce collège était autrefois un couvent bénédictin.
Sonita Alleyne est nommée « master » du collège, elle prend ses fonctions en octobre 2019. Originaire de Barbade, élevée à Londres, elle est diplômée de Fitzwilliam College et est la première femme élue à ce poste.

## Anciens étudiants
- Elizabeth Bruenig, journaliste ;
- Thomas Malthus, économiste britannique ;